# Extreme Adventures
Extreme Adventures è una serie di romanzi per ragazzi dello scrittore neozelandese Justin D'Ath. Dalla serie, che comprende complessivamente dodici racconti, è stata tratta una serie tv australiana dal titolo Sam Fox: Extreme Adventures.

## Trama
Le trame dei libri si concentrano sulle avventure di Sam Fox, un ragazzo di quattordici anni che per una serie di circostanze si ritrova coinvolto in avventure in vari luoghi e alle prese con animali feroci e persone senza scrupoli. In ogni libro Sam riesce a cavarsela grazie al suo sangue freddo, alle sue idee e ai consigli che suo fratello maggiore, Nathan, gli dava sempre quando era piccolo.

## Libri
Dieci libri della serie sono stati tradotti e pubblicati in italiano tra il 2012 e il 2016.
1. Coccodrillo attacco fulmineo (titolo originale Crocodile attack)
2. Squalo esca pericolosa (titolo originale Shark Bait)
3. Anaconda agguato nel buio (titolo originale Anaconda ambush)
4. Grizzly trappola mortale (titolo originale Grizzly trap)
5. Leopardo caccia all'uomo (titolo originale Man-eater)
6. La coda dello scorpione (titolo originale Scorpion sting)
7. L'orca assassina (titolo originale Killer whale)
8. Il morso del ragno (titolo originale Spider bite)
9. Guai con la tigre (titolo originale Tiger Trouble)
10. La montagna delle scimmie (titolo originale Monkey mountain)

Non tradotti in italiano:
1. Bushfire rescue
2. Devil danger

## Personaggi

### Famiglia Fox
Sam Fox: È il protagonista della serie. Un ragazzo astuto e intelligente con una grande conoscenza sul mondo animale, dote che spesso gli salverà la vita. Ha quattordici anni e pare frequenti una scuola dove studia le leve. Pratica karate ( è cintura arancione) ma usa sempre la lotta come ultima risorsa; sa anche pilotare navi e barche.
Nathan Fox: È il fratello maggiore di Sam. Fa la guida turistica per una compagnia che organizza viaggi-avventura nell'entroterra australiano. È una persona molto ammirata da Sam che spesso nel corso dei libri si salva grazie ai preziosi consigli dati da lui in passato. Fisicamente appare solo ne "La coda dello scorpione" dove resta vittima di un grave incidente, anche se alla fine viene salvato da Sam.
Jordan e Harry: Sono i fratellini di Sam di cinque anni. Sono identici, al tal punto che Sam spesso li confonde. Adorano le avventure ed Harry spesso si autodefinisce "Capitan Amazing". Appaiono tutti e due nel libro "Il morso del ragno", mentre Harry appare anche ne "L'orca assassina" e Jordan viene invece citato.
Signora Fox: È la madre di Sam, Nathan,
Jordan e Harry; nei libri viene spesso citata: in "Anaconda agguato nel buio" viene definita come molto protettiva, mentre in "Squalo esca pericolosa" Sam pensa che l'avrebbe ucciso per aver perso le scarpe e le stampelle. Appare in "Grizzly trappola mortale" dove è il "capobranco" del gruppo di boyscout "Didgeridoo". Resta ferita alla testa e al braccio in seguito all'incidente col pullman ma alla fine viene mandata all'ospedale dove si riprende.